# Панченкове
Па́нченкове  — село (до 1957 року — хутір) в Україні, у Довжанській міській громаді Довжанського району Луганської області. Населення становить 694 особи.
Знаходиться на тимчасово окупованій території України.

## Географія
Географічні координати: 48°2' пн. ш. 39°46' сх. д. Часовий пояс — UTC+2. Загальна площа села — 34,3 км².
Село розташоване у східній частині Донбасу за 11 км від Довжанська.

## Історія
Засноване в 1924 році як хутір Панченкове. Статус села — з 1957 року.
24 червня 2014 року на ділянці державного кордону бойовики біля села Панченкове здійснили атаку на українську частину в районі державного кордону, солдат Борисенко зазнав поранень, надалі лікувався. Терористи під'їхали до блокпосту 72-ї бригади з білим прапором — нібито хочуть здаватися. Наблизившись до блокпосту, відкрили вогонь, загинули старший сержант Олександр Костюченко та солдат Ігор Білик. Бойовики несподівано поцілили керованою ракетою у БМП-2, біля якої знаходилися молодший сержант Приходько Олексій Олегович та старший солдат Цибора Віталій Вікторович, від важких поранень померли на місці. Вогнем у відповідь автомобіль з терористами було знищено.
11 липня 2014 увечері внаслідок спрацювання вибухового пристрою поблизу Панченкового — на маршруті руху військової техніки — загинули солдат Віталій Михайлов та механік-водій Костюченко О. А.
12 червня 2020 року, відповідно до Розпорядження Кабінету Міністрів України № 717-р «Про визначення адміністративних центрів та затвердження територій територіальних громад Луганської області», увійшло до складу Довжанської міської громади.
17 липня 2020 року, в результаті адміністративно-територіальної реформи та ліквідації  колишніх Довжанського (1938—2020) та Сорокинського районів, увійшло до складу новоутвореного Довжанського району.

## Населення

### Мова
Розподіл населення за рідною мовою за даними перепису 2001 року:
| Мова            | Кількість | Відсоток |
| --------------- | --------- | -------- |
| російська       | 582       | 83.86%   |
| українська      | 87        | 12.54%   |
| румунська       | 9         | 1.30%    |
| білоруська      | 1         | 0.14%    |
| інші/не вказали | 15        | 2.16%    |
| Усього          | 694       | 100%     |

За даними перепису 2001 року населення села становило 694 особи, з них 12,54% зазначили рідною мову українську, 83,86% — російську, а 3,6% — іншу.

## Соціальна сфера
У Панченкові працює фельдшерсько-акушерський пункт та клуб.

## Пам'ятки
На території села були знайдені знаряддя праці епохи мезоліту (13-8 тисяч років тому).